# Индийская древесная сорока
Индийская древесная сорока (лат. Dendrocitta vagabunda) — вид птиц семейства врановых. Это крупный представитель рода древесных сорок (Dendrocitta) с чёрно-бело-коричневым оперением и коротким, сильным клювом.
Ареал охватывает обширную область тропической и субтропической Азии: юг Пакистана, Индийский субконтинент и Индокитай. Выделяют 9 подвидов. Типичные места обитания: леса и лесопарковые зоны, а также городские ландшафты. Оценки численности вида не производились, однако он считается распространённым и местами обычным, за исключением Вьетнама, где редок. Международный союз охраны природы рассматривает статус вида как вызывающий наименьшие опасения (категория LC).
Питается преимущественно плодами, мелкими животными и падалью. В поисках пищи объединяется в стаи, состоящие из членов одной семьи. В зависимости от географической широты гнездование приходится на период с февраля по июль. В кладке обычно от 2-х до 6-и яиц. Птенцов выкармливают оба родителя.

## Описание

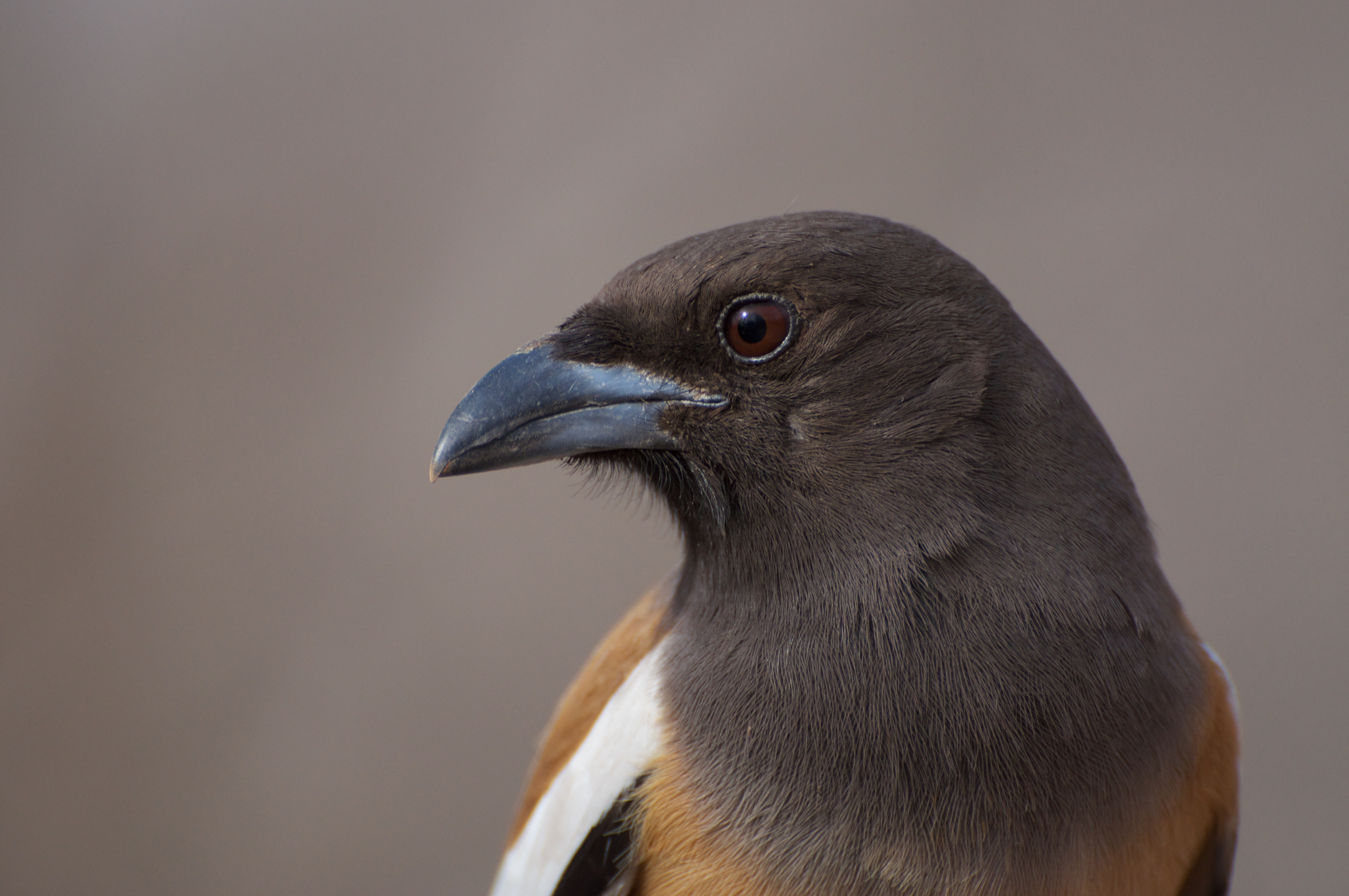
Профиль головы. Хорошо видны короткие носовые перья и структура оперения головы

### Телосложение и оперение
Относительно крупная певчая птица плотного телосложения, c относительно короткими ногами и крыльями, крепким, изогнутым клювом и длинным хвостом. Длина тела составляет от 46 до 50 см. Самец и самка приблизительно одинаковой длины, однако часто у самца более длинный хвост. Птицы северных популяций крупнее представителей южных.
Масса птиц от 90 до 130 г, длина крыла 14,4—17,3 см, длина цевки — 3,2—3,7 см. Короткий, изогнутый и сильный клюв длиной 3,0—3,7 см. Длина хвоста 18,9—36,3 см. Размеры и пропорции отдельных подвидов заметно отличаются друг от друга: например, длина хвостовых перьев у юго-западного индийского подвида D. vagabunda parvula варьирует в пределах от 18,9 до 23,9 см, в то время как у пакистанской формы D. vagabunda bristoli она составляет от 26,5 до 36,3 см.
Детали оперения также могут отличаться в различных участках ареала, однако при этом основной рисунок сохраняется. Короткие, жёсткие носовые перья и оперение головы до груди и затылка имеют различные оттенки от чёрного до серого. Перья спины и плечевых перьев красновато-коричневые, более светлые в области надхвостья. Кроющие крыла могут быть светло-серыми либо белыми. Остальная часть крыла чёрная. Первостепенные маховые перья хорошо развиты. Оперение брюха светло-песочного цвета, несколько более светлое в области подхвостья. У отдельных подвидов нижняя часть тела может быть кремового цвета. Рулевые перья имеют ступенчатую форму, в основании грязно-серые. Обрез хвоста украшен чёрной каймой.
Клюв и восковица серого цвета, при этом основание клюва чаще светлее, чем его вершина. Внутренняя часть клюва у молодых птиц розовая. Радужная оболочка глаз независимо от возраста тёмная красно-коричневая, ноги серые.

### Передвижение
Индийская древесная сорока летает, как правило, на небольшой высоте, редко поднимаясь выше крон деревьев. Полёт волнообразный, с чередованием сильных взмахов крыльев и скольжения. Иногда в порхающем полёте птица как бы зависает на одном месте, либо переходит на продолжительный скользящий полёт. В воздухе птицу можно определить по широким округлым крыльям и ярко выраженному ступенчатому хвосту, в котором пара центральных перьев выглядит заметно длиннее остальных. Индийские древесные сороки часто передвигаются, прыгая с ветки на ветку или карабкаясь по ним. На земле в сравнении с воронами (Corvus spp.) они выглядят более нерасторопно, поскольку длинный хвост и короткие ноги плохо приспособлены для передвижения по плоской поверхности. Именно по этой причине птицы редко опускаются на землю, а при необходимости чаще прыгают по ней, высоко поднимая хвост.

### Вокализация

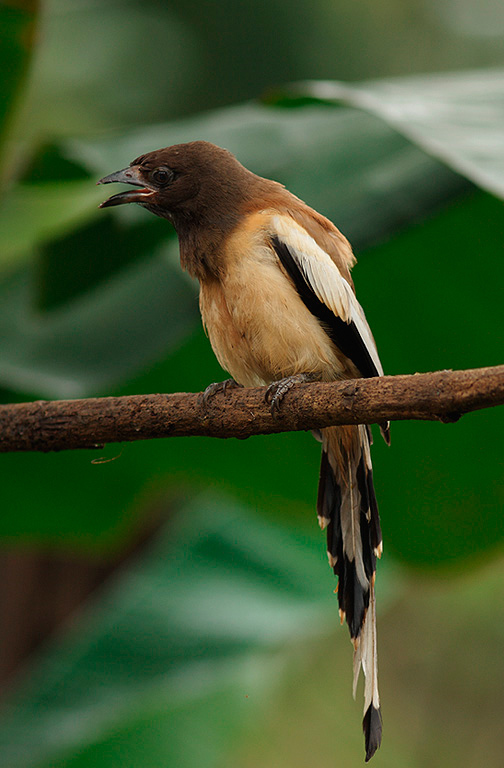
У молодых птиц оперение светлее и менее контрастное. Их хвостовые перья имеют светлые вершины

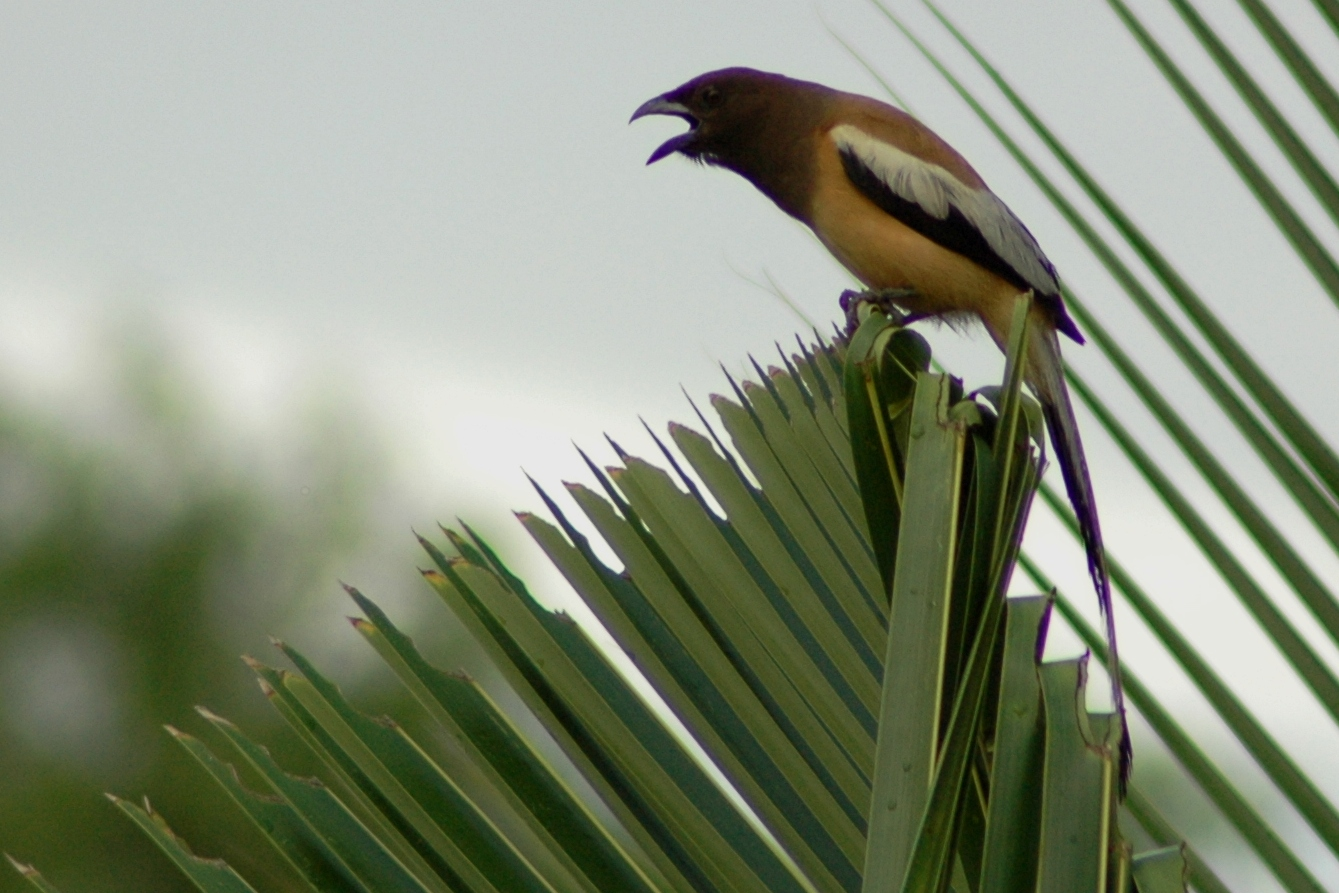
Кричащая индийская древесная сорока

Голос индийской древесной сороки часто слышен в индийских лесных и парковых ландшафтах. Птица имеет в своём распоряжении широкий репертуар как громких каркающих, так и мягких мелодичных звуков. Характерен, прежде всего, мелодичный, трёхсложный призыв «ки-ко-кик» или «боб-о-линк», издаваемый сидящими в засаде птицами. При этом они выгибают спину, поднимая вертикально хвост. Также нередко можно услышать серию стрекочущих звуков, по всей видимости играющую роль предупреждения об опасности. Ещё одним характерным для вида криком считается металлическое «та-чак-чак-чак». В период размножения индийская древесная сорока использует растянутое «мии-аао». Токующие пары общаются с помощью большого количества горловых и стрекочущих звуков.

## Распространение
Индийская древесная сорока распространена на большей части континентальной Азии южнее Гималаев. Западная граница области распространения находится в пределах Пакистана на юго-западных отрогах Гиндукуша.
Индийская древесная сорока встречается повсеместно в Индии и Бангладеш, за исключением пустыни Тар западнее долины Инда. В Юго-Восточной Азии она распространена в северной части Малайского полуострова и Индокитае, однако отсутствует на востоке Таиланда и в прибрежной полосе Вьетнама. В Шри-Ланке вид, как и другие представители рода древесных сорок, не представлен, несмотря на наличие подходящих для него биотопов. На северо-восточной границе ареала в Гималаях и Китае индийскую сороку замещает другой родственный вид — серогрудая древесная сорока (Dendrocitta formosae), в области Золотого треугольника и Ориссе ареал обоих этих видов пересекается. За пределами природной области распространения вид интродуцирован в Сингапуре.
Индийская древесная сорока не является типичной перелётной птицей. Тем не менее, для некоторых горных популяций характерна так называемая вертикальная миграция, когда птицы гнездятся на возвышенностях и в зимнее время перемещаются в близлежащие долины. В первую очередь это относится к сорокам, распространённым на южных границах Гималаев.

## Местообитание

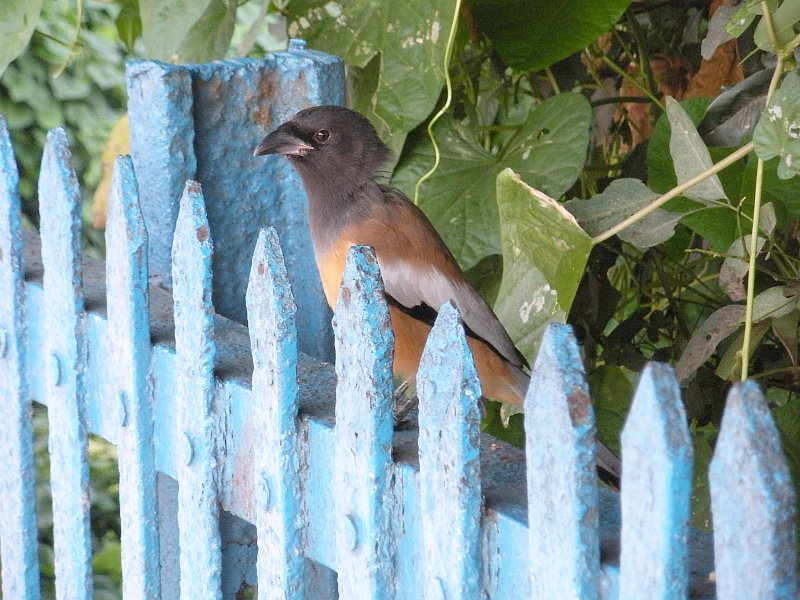
Птиц можно встретить в черте города, где имеется древесная растительность

Для выбора места обитания важную роль играет наличие достаточного количества древесных насаждений. Вид населяет различные местообитания от светлых лесов до сельскохозяйственных угодий, решающей при этом является возможность гнездования и ночёвки. Индийская древесная сорока использует для этого преимущественно лиственные деревья и жизненные пространства в низменности и холмистой местности. Птиц можно встретить как в сухих, так и в дождевых, открытых и полуоткрытых лесах, а также на полях с деревьями, в степи и на плантациях. Птицы избегают населять густые леса. Это единственный вид древесных сорок, который селится также в городских ландшафтах. В городах и деревнях Южной Азии это частая птица, обитающая в садах, парках и схожих антропогенных ландшафтах.
Вид населяет равнины и высокогорье, как правило, до высоты 1000 м над уровнем моря. А на южной границе Гималаев вид можно встретить также на высоте до 2100 м над уровнем моря. Решающее значение имеет наличие деревьев или деревянистых растений вдоль склонов или в долинах. В регионах, где ареал пересекается с серогрудой древесной сорокой (D. formosae), индийская древесная сорока предпочитает более низкие местоположения или антропогенные ландшафты.

## Образ жизни

### Питание

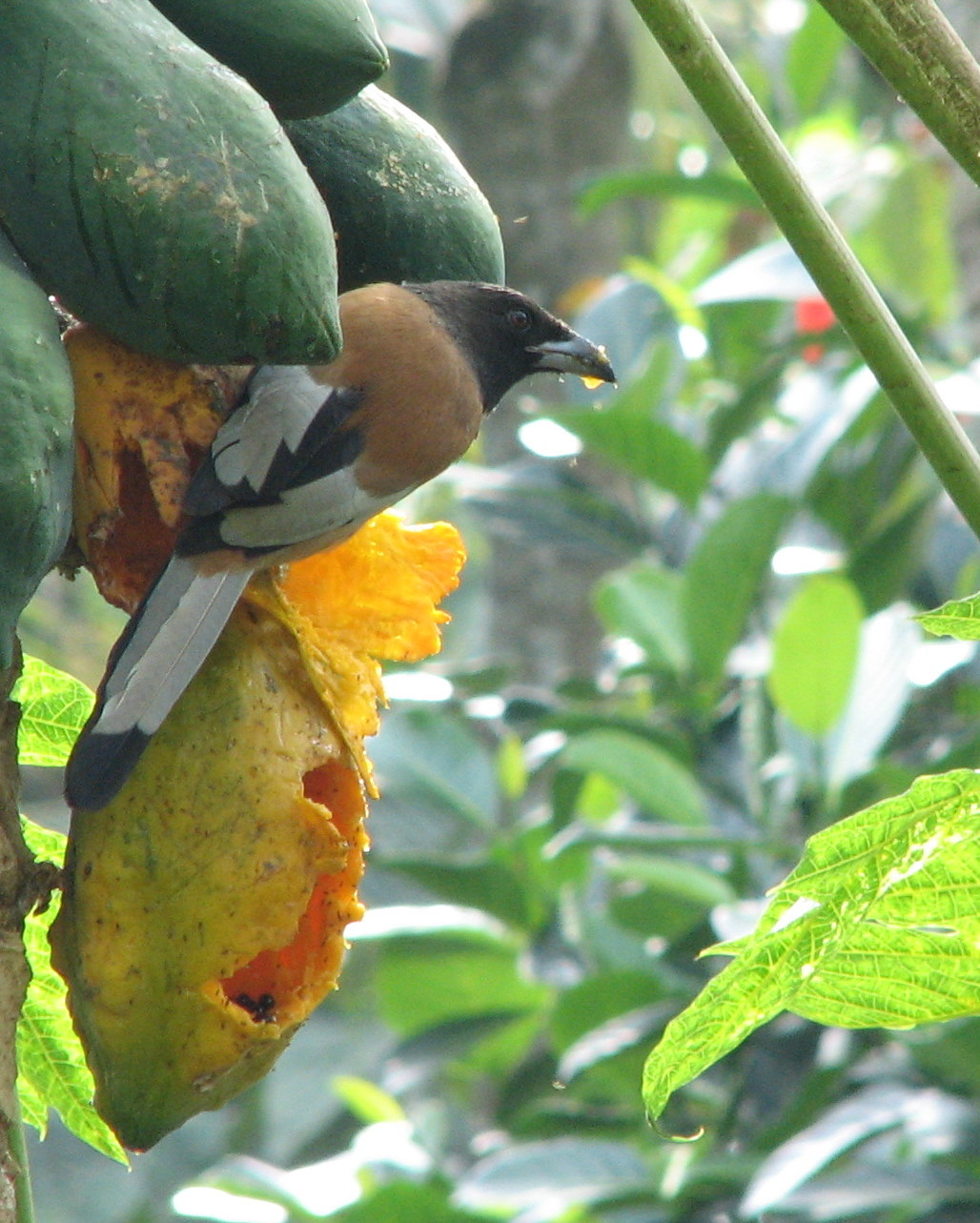
Мясистые фрукты папайи — излюбленное лакомство индийской древесной сороки

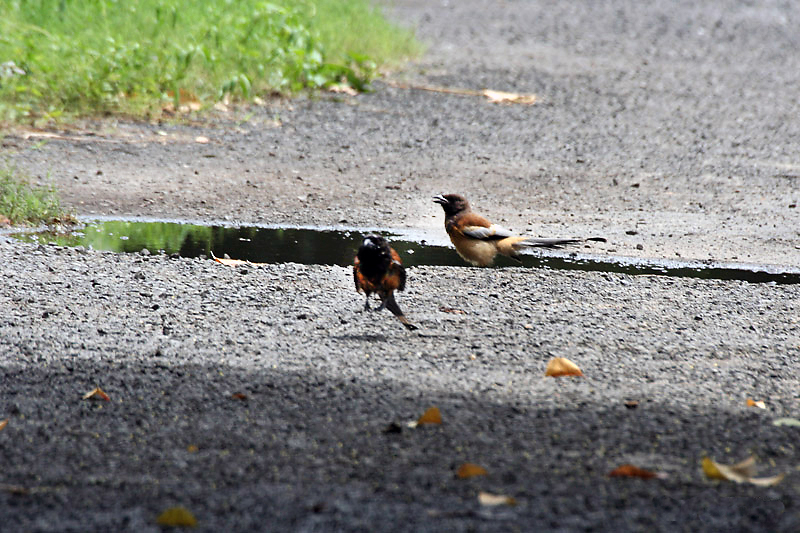
Попить воды и искупаться, вот те редкие поводы, чтобы птицам спуститься на землю

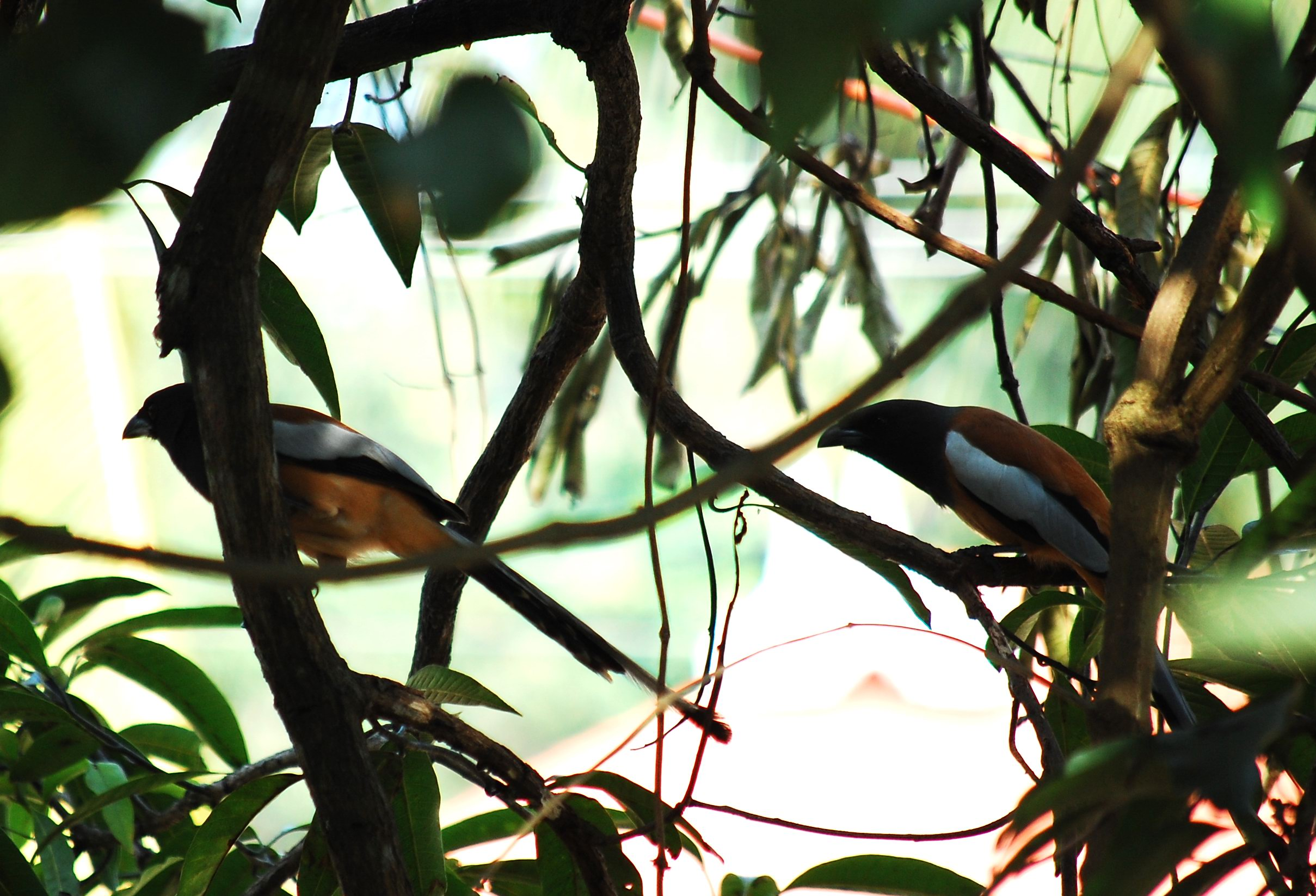
Индийские древесные сороки часто передвигаются парами или семейными союзами

Индийская древесная сорока используют широкий спектр источников питания. Птицы питаются, прежде всего, плодами, ягодами, семенами и беспозвоночными. Из-за своего пристрастия к мясистым плодам птиц местами преследуют как вредителя, но иногда и почитают как хищника, поедающего личинок вредителя саговых пальм Rhynchophorus ferrugineus. Индийская древесная сорока поедает плоды разной величины, от ягод мелии азедарах (Melia azedarach) до папайи и плодов Trichosanthes tricuspidata. Но чаще всего она предпочитает плоды разных видов фикуса (Ficus spp.). Наряду с этим она питается также мелкими позвоночными животными (ящерицы, птицы и грызуны), падалью и отходами человеческой жизнедеятельности. Яйцами птицы питаются, вероятно, не так часто, как общепринято считать.
Связь индийской древесной сороки с деревьями прослеживается и в питании. Бо́льшую часть пищи она добывает в кроне дерева или в кустарнике. Птицы редко спускаются на землю, только чтобы попить воды или искупаться. В поисках корма они действуют, в зависимости от ситуации, либо очень робко, либо с чрезмерным любопытством и бесстрашием. Часто они присоединяются к другим видам птиц, передвигаясь с коэлями (Eudynamys), райскими дронго и зелёными голубями и хватая потревоженных птицами насекомых. Вместе с египетскими цаплями они склёвывают паразитов из шерсти индийского замбара (Rusa unicolor), которые охотно предлагают птицам поражённые участки своего тела. Как и другие врановые, индийская древесная сорока, вероятно, прячет излишки корма. Однако остаётся неизвестным, в каких местах и каким способом она это делает. Поедаемая падаль представляет собой чаще останки крупных млекопитающих. В туристических районах дикие птицы едят с рук посетителей. В городах и деревнях они даже частично проникают в дома, чтобы поймать там насекомых, летучих мышей и гекконов.

### Поведение
По сравнению с другими врановыми, индийская древесная сорока умеренно социальная птица. Они образуют пары или свободные, семейные союзы из четырёх — пяти особей, которые совместно отправляются на поиски пищи или прогуливаются в кроне деревьев. При большом ассортименте питания на время могут объединиться до 20 птиц. Эти группы объединяются также в смешанные стаи с другими видами птиц.

### Размножение
Как и многие другие врановые, индийские древесные сороки часто образуют постоянные пары. В период токования оба партнёра сидят на возвышенности на расстоянии в несколько сантиметров друг от друга и совершают резкие движения головой в направлении друг друга, вытягивая шею, до тех пор, пока их клювы почти не соприкоснутся, издавая при этом булькающие и каркающие звуки. Оба партнёра участвуют в строительстве гнезда, высиживании яиц и выкармливании птенцов.
Индийская древесная сорока гнездится в период с февраля по июль. В основном сезон гнездования у самых южных подвидов начинается в период с марта по апрель, сдвигаясь всё дальше назад с возрастанием географической широты. Гнездо соответствует типичной для врановых форме — беспорядочная, свободная конструкция в форме глубокой чаши, расположенная на платформе из более толстых веток. Часто индийская древесная сорока заменяет ветки с шипами на более тонкие ветки без шипов и тонкие корни. Гнездо сравнительно небольшое и незаметное. Птицы устраивают его на высоте от 6 до 8 м на высокоствольных, лишённых листьев деревьях, таких как Dalbergia sissoo, Boswellia serrata или Acacia concinna. В кладке от 2-х до 6-и яиц, в среднем 4—5. Северные популяции кладут больше яиц, чем южные. Размер яиц в среднем составляет 29,0 мм в длину и 21,5 мм в ширину. Они очень разные по форме и по окраске. Чаще всего они розово-белого цвета с красно-коричневыми и серыми крапинками, прежде всего, на тупом конце. Продолжительность инкубационного и выводкового периода неизвестна. Птенцы остаются несколько месяцев и даже лет с родительскими птицами.

## Болезни
Эндопаразитами индийской древесной сороки являются трипаносома Trypanosoma corvi'' и трематода Haplorchis vagabundi. Как и многие другие врановые, птенцы восприимчивы к возбудителю бабезиоза Babesia frugilegica. Среди экзопаразитов, найденных в оперении птиц, присутствуют пухоеды Bruelia meinertzhageni и Philopterus vagabunda, а также кровососка Ornithophila metallica.

## Классификация
Индийская древесная сорока была описана в 1790 году Джоном Лэтэмом в его каталоге «Index ornithologicus sive Systema ornithologiæ» на основании музейного чучела птицы. Тогда он отнёс вид к семейству сизоворонковые (Coraciidae) как Coracias vagabunda. К роду Dendrocitta вид был отнесён только в 1833 году Джоном Гульдом. Гульд оставил выбранный Лэтэмом видовой эпитет, так как в отличие от европейской сороки (Pica pica) индийская древесная сорока не сидела спокойно на одном месте, а беспрерывно передвигалась сквозь ветви от дерева к дереву. Название Lanius rufus (и соответственно Dendrocitta rufa), данное Джованни Антонио Скополи в 1786 году, не имеет никакой силы, так как то же самое название уже было использовано в 1766 году Карлом Линнеем для другого вида птиц.
Внутренняя систематика древесных сорок до сих пор не была исследована. Дерек Гудвин систематизировал индийскую древесную сороку на основании внешних признаков как первоначального представителя своего рода и поместил её рядом с масковой древесной сорокой (D. frontalis). Вид насчитывает 9 подвидов. Различия между отдельными подвидами носят клинальный характер. Птицы с северо-запада области распространения, в соответствии с тенденцией, самые крупные и самые светлые, более южные формы меньше размером, а восточные формы темнее.

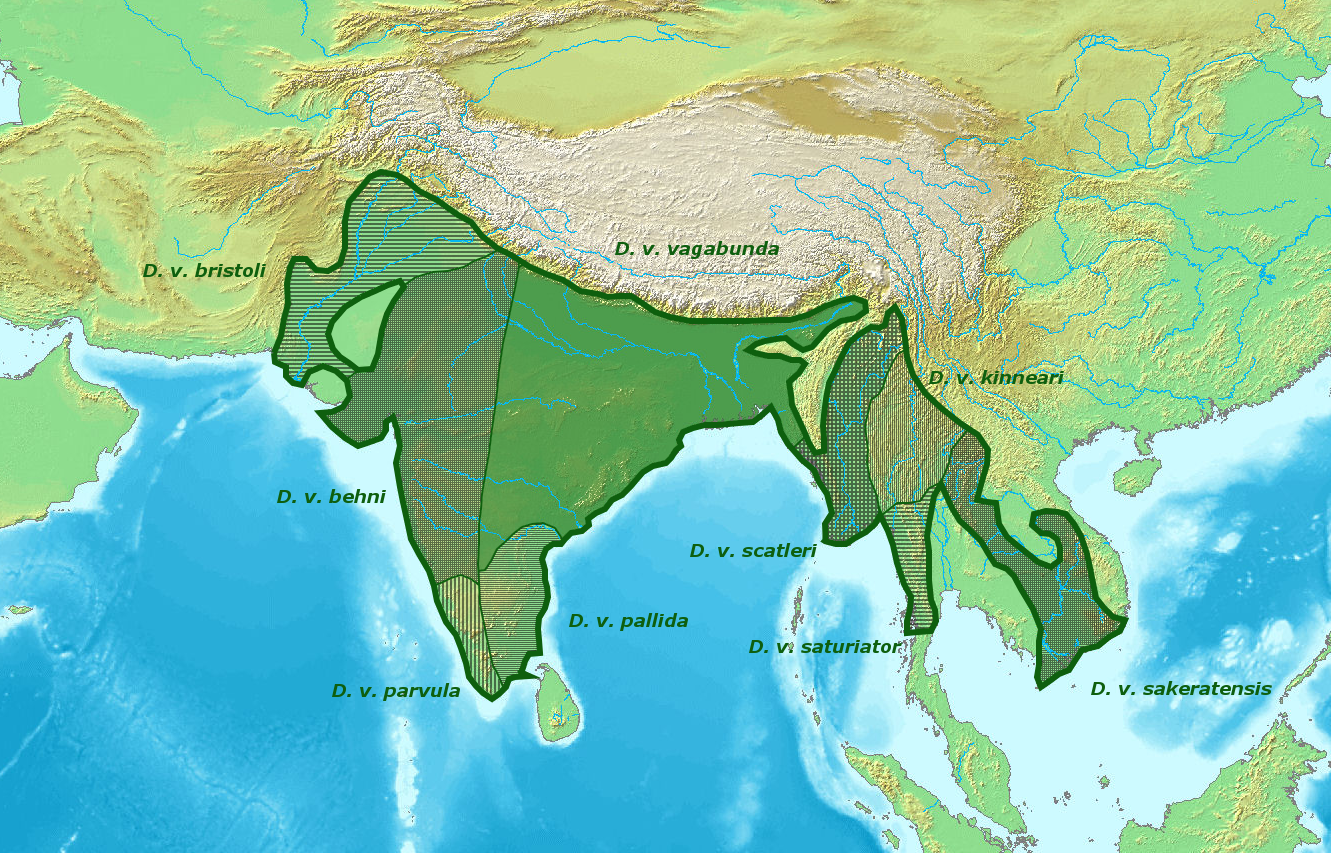
Ареал подвидов

### Подвиды
- D. v. behni распространён в западной части Индии;
- D. v. bristoli обитает в Пакистане и на северо-западе Индии;
- D. v. kinneari — Таиланд и Восточная Мьянма;
- D. v. pallida — юго-восток Индии южнее Восточных Гхат;
- D. v. parvula — юго-запад Индии;
- D. v. sakeratensis — Восточный Таиланд до Вьетнама;
- D. v. saturatior — Танинтайи и юго-запад Таиланда;
- D. v. sclateri — Западная Мьянма;
- typusD. v. vagabunda — восточная часть Индии.

## Популяция

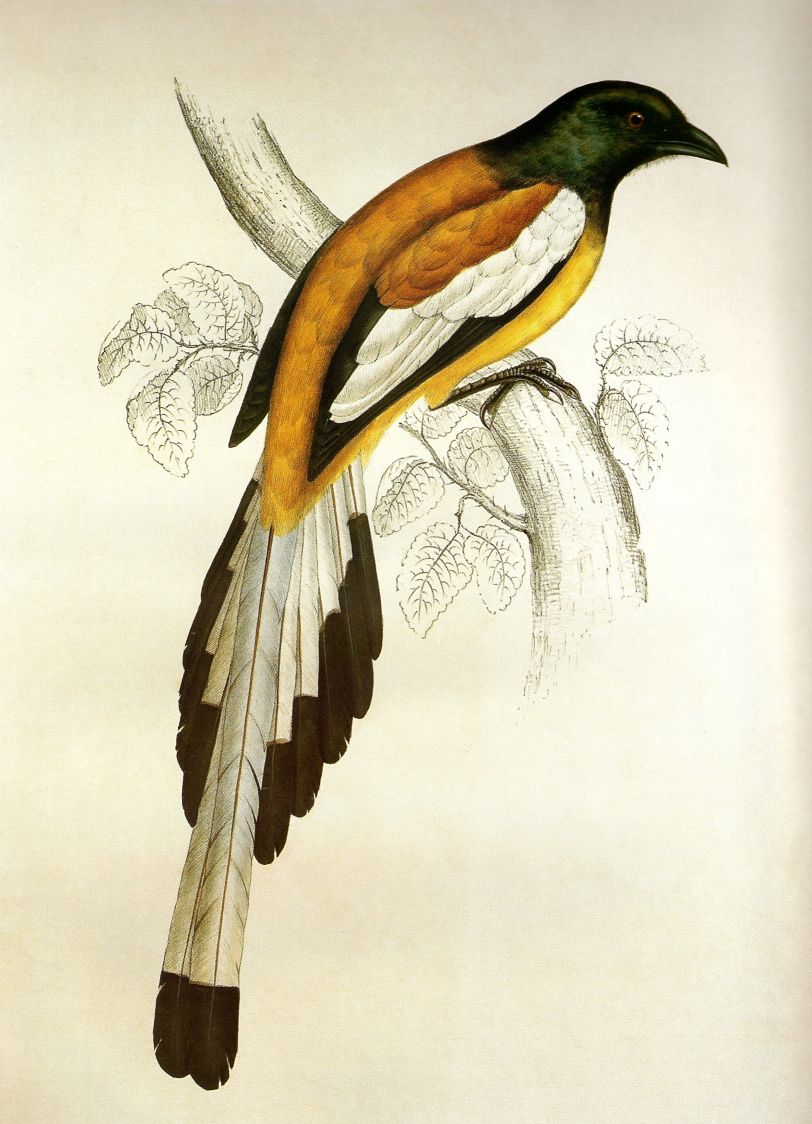
Индийская древесная сорока. Рисунок Элизабет Гульд

Оценки мировой популяции вида отсутствуют. Вид считается частым и даже очень частым в своей области распространения, за исключением Вьетнама, где птица является редкой. BirdLife International классифицирует вид как вызывающий наименьшие опасения.

## Индийская древесная сорока в культуре
Античный автор Элиан Тактик сообщает о птице под названием κερκορώνος (kerkorōnos), которую индийцы принесли в дар своему правителю. Средневековый греко-армянский словарь упоминает это слово в значении галка (Corvus monedula). Уильям Арнотт, однако, видит в значении слова kerkorōnos скорее индийскую древесную сороку, так как хотя галка часто встречается в Армении, в Индии она распространена весьма локально. Кроме того, часть составного слова kerkos (др.-греч. κέρκος — хвост) подразумевает, что речь идёт о виде птиц с длинными хвостовыми перьями, у галки же, напротив, очень короткий хвост, а окраска её оперения для королевского подарка скорее неприметная. Более вероятным кандидатом являлась бы индийская древесная сорока, чей длинный хвост и чьё контрастное оперение сразу бросались бы в глаза. Альфред Брем упоминает в своей книге «Жизнь животных», что индийская древесная сорока на Индийском субконтиненте традиционно является популярной комнатной птицей, которая легко приручается.